# Departamento Nacional de Estradas de Rodagem

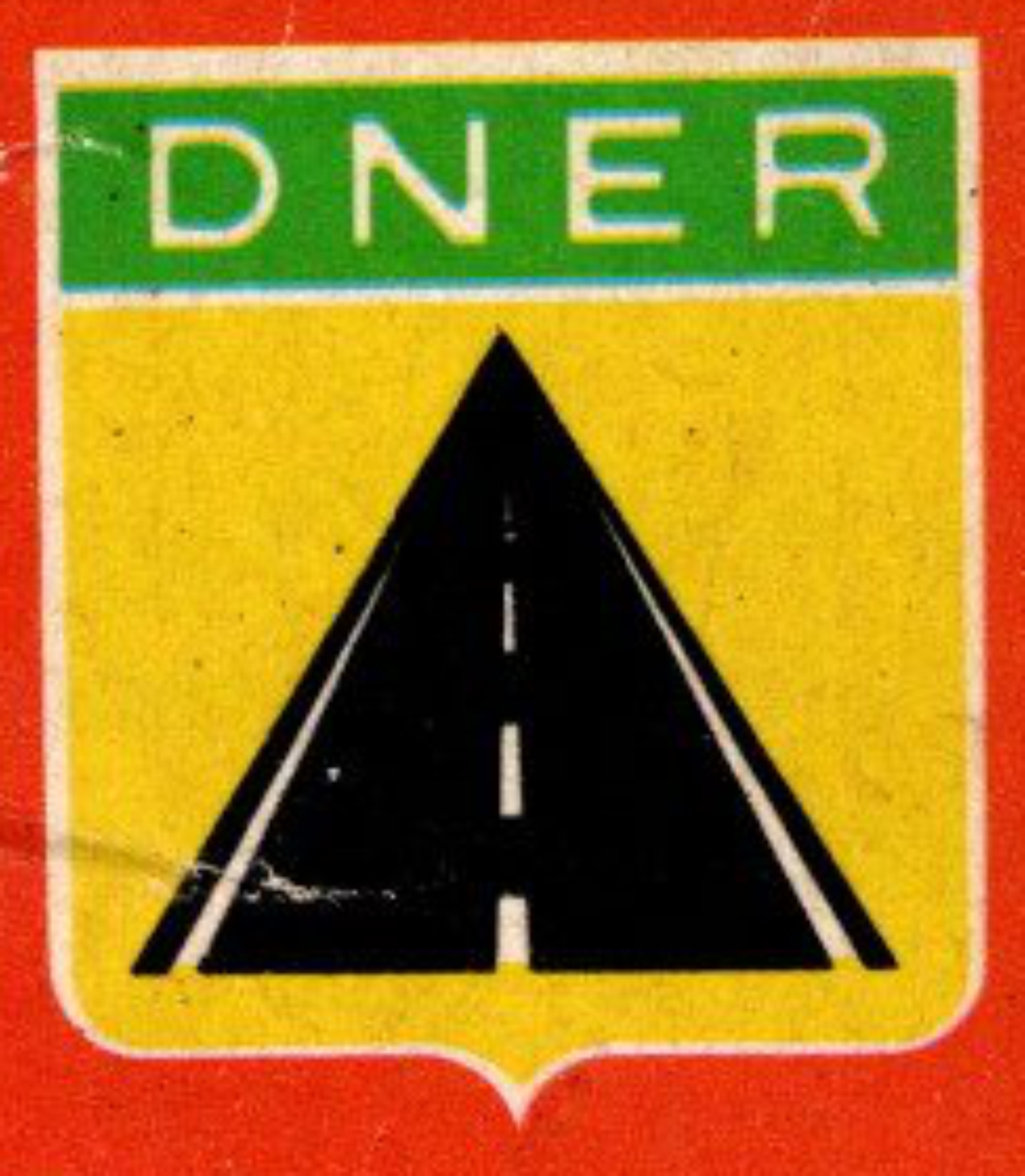
Brasão do DNER em 1976.

O Departamento Nacional de Estradas de Rodagem (DNER) foi uma autarquia federal brasileira, existente entre os anos de 1937 e 2001. Durante os últimos anos de sua existência, era vinculado ao Ministério dos Transportes. Sua origem deu-se pela conversão da antiga Comissão de Estradas de Rodagem Federais (CERF) em departamento autônomo, sendo transformado em autarquia por meio da edição da chamada Lei Joppert, em 1945. Sua extinção foi determinada em 2001, em meio ao processo de privatizações (no caso específico, por conta das concessões de algumas rodovias federais) e, consequentemente, de criação das agências reguladoras, ocorrido durante o governo do ex-presidente Fernando Henrique Cardoso (1995-2002). Suas antigas atribuições foram então transferidas à Agência Nacional de Transportes Terrestres (ANTT) e ao Departamento Nacional de Infraestrutura de Transportes (DNIT), este último ficando responsável pelas rodovias federais que continuaram sob administração da União.

## Origens - A Comissão de Estradas de Rodagem Federais
Em 1927, o Congresso Nacional, com a sanção do presidente da República, Washington Luís, cria um fundo especial para financiar a construção das chamadas estradas de rodagem, hoje conhecidas apenas como rodovias. A partir dos recursos levantados com taxas aplicadas sobre o consumo de combustíveis, seu ministro Victor Konder, responsável pela pasta da Viação e Obras Públicas, institui duas comissões de engenheiros para a construção das rodovias Rio-Petrópolis e Rio-São Paulo, respectivamente. No caso desta última, o trecho paulista já fora instalado pelo governo estadual do próprio Washington Luís (1920-1924). Devido a questões burocráticas, as comissões foram fundidas em 25 de março do mesmo ano, dando origem à Comissão de Estradas de Rodagem Federais, sob a direção do engenheiro-chefe Joaquim Timóteo de Oliveira Penteado.
Pouco mais de dois meses após a Revolução de 1930 ter destituído o antigo governo, mais precisamente em 06 de janeiro de 1931, o Diario de Noticias, em sua 4ª página, noticia a extinção da comissão, por determinação do novo ministro da Viação e Obras Públicas, José Américo de Almeida e passa suas atribuições à Inspetoria Federal de Estradas. Já em 1934, em meio ao final do processo de elaboração da Constituição brasileira de 1934 e nos últimos dias de gestão do ministro José Américo, é publicado o Plano Geral de Viação Nacional, levando, consequentemente, à recriação da comissão. À essa época, a comissão localizava-se no Edifício A Noite e foi assumida pelo engenheiro Iedo Fiúza, de forma concomitante com a prefeitura de Petrópolis, até sua conversão em departamento autônomo (DNER), em 1937.

## Diretores-Gerais
- Joaquim Timóteo de Oliveira Penteado (1927-1931) [12]
- Yeddo Fiuza (Yedo Fiuza, Iedo Fiuza) (1934-1945) [13]
- Francisco Saturnino Braga (1945-1950)[14]
- Edmundo Régis Bittencourt

- José Alberto Baptista Pereira (1954-1955)[15]
- Álvaro de Souza Lima (1955-1956)[14]
- José Lafayette Silviano do Prado (1961-1966)[14]
- Algacyr Guimarães (1966-1967)[16]
- Eliseu Resende (1967-1974)[14][17]
- Stanley Fortes Baptista (1974-1975)[14]
- Adhemar Ribeiro da Silva (1975-?)
- David Elkind Schvartz (1979-1981)
- Cloraldino Soares Severo (1981-1982)
- João Cataldo Pinto (1982-1985)
- João Martins Ribeiro (1985-1987)
- Antônio Alberto Canabrava (1987-1990)
- José Henrique D'Amorim de Figueiredo (1990)
- Antônio Carlos Perruci Loureiro Alves (1990-1992)
- Inaro Fontan Pereira (1992)
- José Mascarenhas Filho (1992-1994)
- Fabiano Vivacqua (1994-1995)
- Raimundo Tarcísio Delgado (1995-1996)
- Maurício Hasenclever Borges (1996-1999)
- Genésio Bernardino de Souza (1999-2001)
- Jaime Santos Freitas Pacheco (2001)